# Atletismo nos Jogos Pan-Americanos de 1999 - 5000 m feminino
A prova dos 5000 m feminino nos Jogos Pan-Americanos de 1999 foi realizada em 25 de julho de 1999. 

## Medalhistas
| Ouro                         | Prata                       | Bronze                            |
| Adriana Fernández MEX México | Bertha Sánchez COL Colômbia | Blake Phillips USA Estados Unidos |

### Final
| Posição          | Nome              | Nacionalidade      | Tempo    | Notas |
| ---------------- | ----------------- | ------------------ | -------- | ----- |
| Medalha de ouro  | Adriana Fernández | MEX México         | 15:56.57 |       |
| Medalha de prata | Bertha Sánchez    | COL Colômbia       | 15:59.04 |       |
| 3                | Blake Phillips    | USA Estados Unidos | 15:59.77 |       |
| 4                | Nora Rocha        | MEX México         | 16:07.76 |       |
| 5                | Kristin Ihle      | USA Estados Unidos | 16:14.07 |       |
| 6                | Stella Castro     | COL Colômbia       | 16:21.92 |       |
| 7                | Janeth Caizalitín | ECU Equador        | 16:28.66 |       |